# Paloma Gázquez
 Paloma Gázquez Collado (n. Álora, 27 de abril de 1969) es una política española, Diputada del Partido Popular en el Congreso de los Diputados legislaturas XIII y XIV, por la circunscripción del Principado de Asturias.
Es Ingeniero de Caminos, Canales y Puertos por la Universidad de Oviedo, Ingeniero técnico de Obras Públicas por la Universidad Politécnica de Madrid, Ingeniero Geólogo por la Universidad de Oviedo e Ingeniero Civil por la Universidad Católica San Antonio de Murcia.
Curso de Defensa Nacional del CESEDEN, promoción XLVI.
Trabajó en El Corte Inglés, como becaria en la Universidad Politécnica de Madrid (1994-1995), en las empresas privadas Nipsa y Typsa (1995-2000), como funcionaria interina en la Consejería de Medio Ambiente del Principado de Asturias (2000-2003) y como profesional libre, autónoma (2005-2006). 
Es funcionaria de carrera del Ayuntamiento de Oviedo desde 2003. 
Ha sido Presidente Nacional del Colegio de Ingenieros Técnicos de Obras Públicas e Ingenieros Civiles desde 2012 hasta 2018, Decana del Colegio de Ingenieros Técnicos de Obras Públicas e Ingenieros Civiles de Asturias en 2011 y 2012 y Secretaría de la junta del Colegio de Ingenieros Técnicos de Obras Públicas de Asturias entre 1999 y 2012.

## Trayectoria política
Se afilió al Partido Popular (Clubes Juveniles de las Nuevas Generaciones de Alianza Popular) en 1985, y ha sido Concejal en el Ayuntamiento de Oviedo entre los años 2007 y 2011, asumiendo la responsabilidad de Patrimonio, Servicios Internos y Parques y Jardines. En la actualidad, y desde 2019, es diputada en el Congreso de los Diputados y Vicesecretaria de Formación del Partido Popular de Asturias.